# Kalamazoo
Kalamazoo é uma cidade localizada no estado americano de Michigan, no Condado de Kalamazoo.

## Demografia
Segundo o censo americano de 2000, a sua população era de 77.145 habitantes.
Em 2006, foi estimada uma população de 72.161, um decréscimo de 4984 (-6.5%).

## Geografia
De acordo com o United States Census Bureau tem uma área de 65,2 km², dos quais 63,9 km² cobertos por terra e 1,3 km² cobertos por água. Kalamazoo localiza-se a aproximadamente 236 m acima do nível do mar.

## Localidades na vizinhança
O diagrama a seguir representa as localidades num raio de 8 km ao redor de Kalamazoo.